# Unfaithful (film 1918)
Unfaithful è un cortometraggio muto del 1918 diretto da Charles Miller e da Thomas H. Ince, che lo supervisionò. Nella sua filmografia, la pellicola figura come la penultima regia di Ince che poi, fino alla sua misteriosa morte nel 1924, si dedicò quasi esclusivamente alla produzione.

## Produzione
Il film fu prodotto dalla Kay-Bee Pictures e dalla Thomas H. Ince Corporation.

## Distribuzione
Distribuito dalla Triangle Distributing, il film - un cortometraggio in due bobine - uscì nelle sale cinematografiche statunitensi il 31 marzo 1918.